# مونديال (مصنع للدراجات النارية)
مونديال كانت شركة إيطالية لتصنيع الدراجات النارية. تأسست في 1948 في بولونيا واستمرت إلى سنة 1979. معروفة بنجاحها في سباق الجائزة الكبرى للدراجات النارية خلال فترة الخمسينات الميلادية بعد الحرب العالمية الثانية.

## وصلات خارجية
- الموقع الرسمي